# هایاتو میزوکی
هایاتو میزوکی (ژاپنی: 水木 勇人؛ زادهٔ ۱ نوامبر ۱۹۸۴) یک بازیکن فوتبال اهل ژاپن است.
از باشگاه‌هایی که در آن بازی کرده‌است می‌توان به باشگاه فوتبال آلبیرکس نیگاتا اشاره کرد.